# Mompha bottimeri
Mompha bottimeri é uma espécie de mariposa do gênero Mompha pertencente à família Coleophoridae.